# 니노미야혼고촌
니노미야혼고촌(二宮本郷村)은 지바현 조세이군에 일찍이 존재했던 촌이다. 현재의 모바라시 서부에 해당한다.

## 역사
- 1889년 4월 1일 - 정촌제 시행에 의해 7개 촌이 합병해 나가레군 니노미야혼고촌이 성립하였다.
- 1897년 4월 1일 - 나가레군이 폐지되어 조세이군이 되었다.
- 1952년 4월 1일 - 모바라정, 도고촌, 도요다촌, 쓰루에촌, 고고촌과 합병해 모바라시를 신설되어 동일 니노미야혼고촌은 폐지되었다.